# Wojna litewsko-moskiewska (1492–1494)
Wojna litewsko-moskiewska 1492–1494 – wojna stoczona w latach 1492–1494 pomiędzy Wielkim Księstwem Litewskim i Wielkim Księstwem Moskiewskim.

## Geneza
Główną przyczyną wybuchu wojny było dążenie wielkiego księcia moskiewskiego Iwana III Srogiego do oderwania od Litwy Księstw Wierchowskich, położonych w dorzeczu górnej Oki. Wobec osłabienia kontroli litewskiej nad tym terytorium miejscowi książęta rozpoczęli w 1487 stopniowe przechodzenie na stronę Moskwy (tzw. otjezdy).

## Wybuch
Wykorzystując śmierć króla Kazimierza IV Jagiellończyka w czerwcu 1492, na ziemie litewskie uderzyła armia moskiewska, która zdobyła Lubuck i Mceńsk, uprowadzając tamtejszą ludność. Następna wyprawa przeprowadzona jesienią zdobyła Chlepień, Rohaczew, zagroziła Wiaźmie. W tym czasie kniaziowie
Sierpiejska i Mezecka przeszli na stronę Moskwy, poddając swoje księstwa.

## Wojna
Zimą 1492 wojska litewskie pod wodzą namiestnika smoleńskiego Jerzego Hlebowicza przeszły do kontrofensywy, napadły na kniaziów uznających zwierzchnictwo Moskwy i spustoszyły ich dobra, odbijając Sierpiejsk i Mezeck. Jednak już w styczniu 1493 zmuszone zostały do opuszczenia tych miast, zagrożone nową wyprawą moskiewską, która zdobyła Wiaźmę i zagroziła nawet Smoleńskowi.

## Rokowania
Strona litewska rozpoczęła pertraktacje dyplomatyczne już jesienią 1492, wysyłając poselstwo Stanisława Hlebowicza. W styczniu do Wilna przybyło poselstwo moskiewskie, które po raz pierwszy użyło tytułu gosudara wsieja Rusi. Wobec braku wsparcia ze strony swojego brata Jana Olbrachta, wielki książę litewski Aleksander Jagiellończyk zmuszony był podpisać w 1494 pokój wieczysty z państwem moskiewskim.

## Pokój wieczysty
Podpisany 5 lutego 1494 w Moskwie pomiędzy Wielkim Księstwem Litewskim i Wielkim Księstwem Moskiewskim przez posłów litewskich Stanisława Janowicza Kieżgajłę i Piotra Janowicza Montygerdowicza.
Postanowienia:
- zakończenie działań zbrojnych
- sojusz wojskowy zawarty pomiędzy oboma państwami przeciwko Tatarom krymskim
- Litwa traci na rzecz państwa moskiewskiego tereny wraz z Wiaźmą
- Litwa zachowuje część Księstw Wierchowskich z Lubuckiem, Mceńskiem, Sierpiejskiem i Masalskiem
- Litwa rezygnuje ostatecznie ze swoich roszczeń do ziem Nowogrodu Wielkiego, Pskowa, Tweru i Riazania
- zakaz przyjmowania kniaziów z jednego państwa przez drugie
- wprowadzono wolność handlu
- Litwa nie uznała tytułu wielkiego księcia moskiewskiego gosudar wszystkiej Rusi[2]

Potwierdzeniem tego traktatu był ślub per procura zawarty następnego dnia pomiędzy Aleksandrem Jagiellończykiem i Heleną Moskiewską, córką Iwana III.